# Fachanwalt für Urheber- und Medienrecht
Der Fachanwalt für Urheber- und Medienrecht wurde von der Satzungsversammlung der Bundesrechtsanwaltskammer (BRAK) eingeführt. Rechtsanwälte können diesen Titel erwerben, wenn sie entsprechende fachliche Kenntnisse nach § 14j der Fachanwaltsordnung (FAO) (üblicherweise durch erfolgreiches Bestehen eines sog. Fachanwalts-Lehrgangs) und eine nach § 5 Abs. 1 lit. q FAO vorgegebene Mindestanzahl von tatsächlich bearbeiteten Fällen nachweisen können. Diese Mindestanzahl von Fällen beträgt beim Fachanwalt für Urheber- und Medienrecht 80, wobei in mindestens 20 dieser Fälle auch ein gerichtliches Verfahren geführt worden sein muss. Ferner müssen sich von den 80 Fällen mindestens je 5 auf die in § 14j Nr. 1 bis 3 FAO genannten Bereiche beziehen (Stand jeweils: August 2025).
Nach § 14j FAO sind besondere Kenntnisse im Urheber- und Medienrecht in folgenden Bereichen nachzuweisen:
1. Urheberrecht einschließlich des Rechts der Wahrnehmungsgesellschaften (Verwertungsgesellschaften), Leistungsschutzrechte, Urhebervertragsrecht, internationale Urheberrechtsabkommen,
2. Verlagsrecht einschließlich Musikverlagsrecht, Musikvertragsrecht,
3. Recht der öffentlichen Wort- und Bildberichterstattung (Presserecht),
4. Rundfunkrecht,
5. wettbewerbsrechtliche und werberechtliche Bezüge des Urheber- und Medienrechts, Titelschutz,
6. Grundzüge des Mediendienste-, Teledienste- und Telekommunikationsrechts, des Rechts der Unterhaltungs- und Kulturveranstaltungen sowie des Rechts der deutschen und europäischen Kulturförderung,
7. Verfahrensrecht und Besonderheiten des Prozessrechts.

## Statistik
Zum 1. Januar 2025 sind 480 Fachanwälte für Urheber- und Medienrecht in Deutschland zugelassen.